# Ålegöl (Målilla socken, Småland)
Ålegöl är en sjö i Hultsfreds kommun i Småland och ingår i Emåns huvudavrinningsområde.